# Daroca de Rioja
Daroca de Rioja is een gemeente in de Spaanse provincie en regio La Rioja met een oppervlakte van 11,29 km². Daroca de Rioja telt 50 inwoners (1 januari 2016).

## Sport
De gemeente ligt in het gebergte van de Sierra de Moncalvillo. een bekende fietsklim in de gemeente is deze naar de Alto de Moncalvillo. De Alto de Moncalvillo is een beklimming van 8,6 kilometer met een gemiddelde stijgingspercentage van 8,9% naar de streep. Halfweg de klim is een steil stuk met 11,4% over een kilometer, maar ook de de volgende kilometers blijven stijgen met 10%. De klim werd aangedaan op 28 oktober 2020 met de achtste etappe in de Ronde van Spanje 2020 en op 6 september 2024 met de negentiende etappe in de Ronde van Spanje 2024. De Sloveen Primož Roglič won beide keren.

## Demografische ontwikkeling

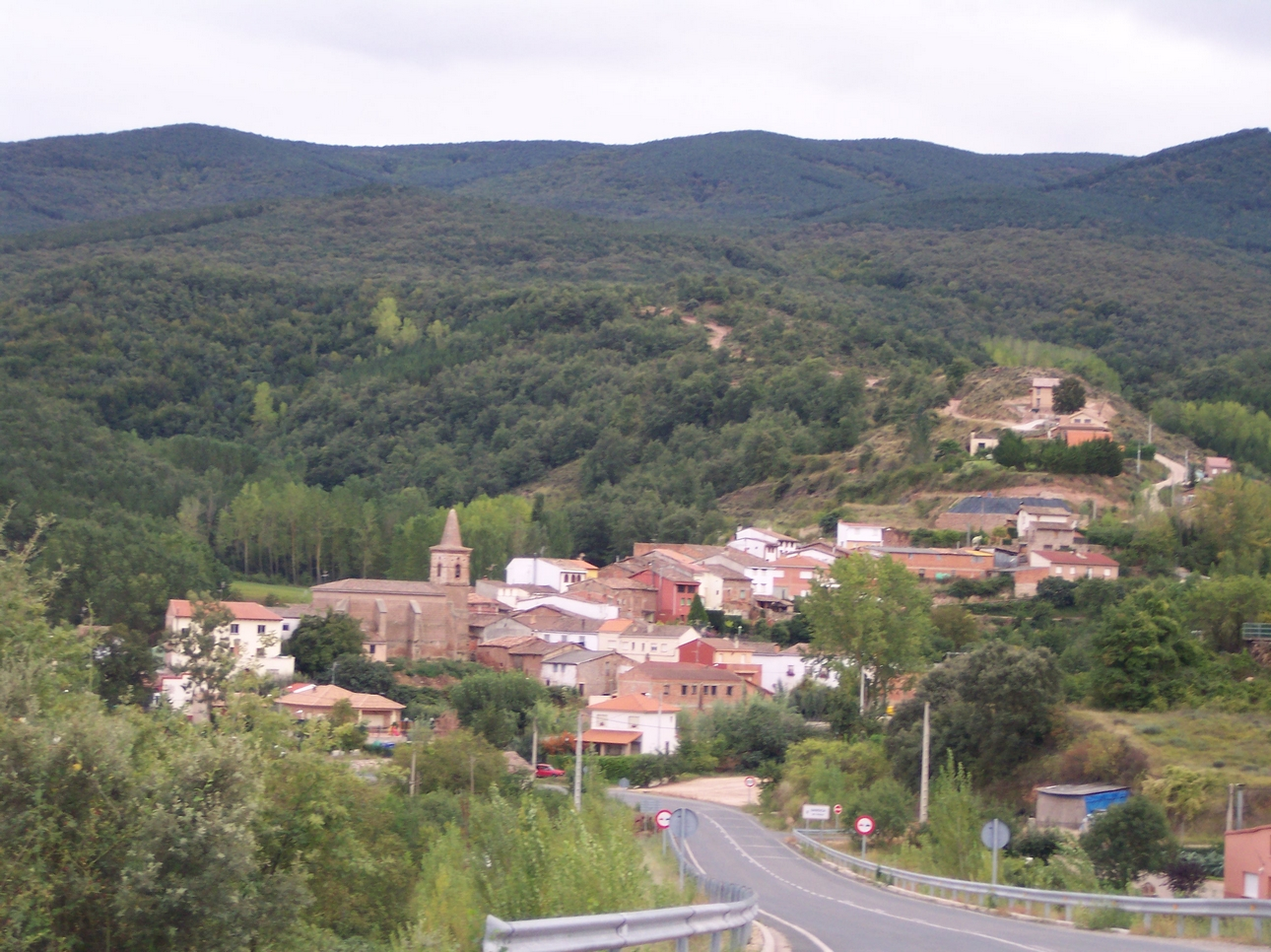
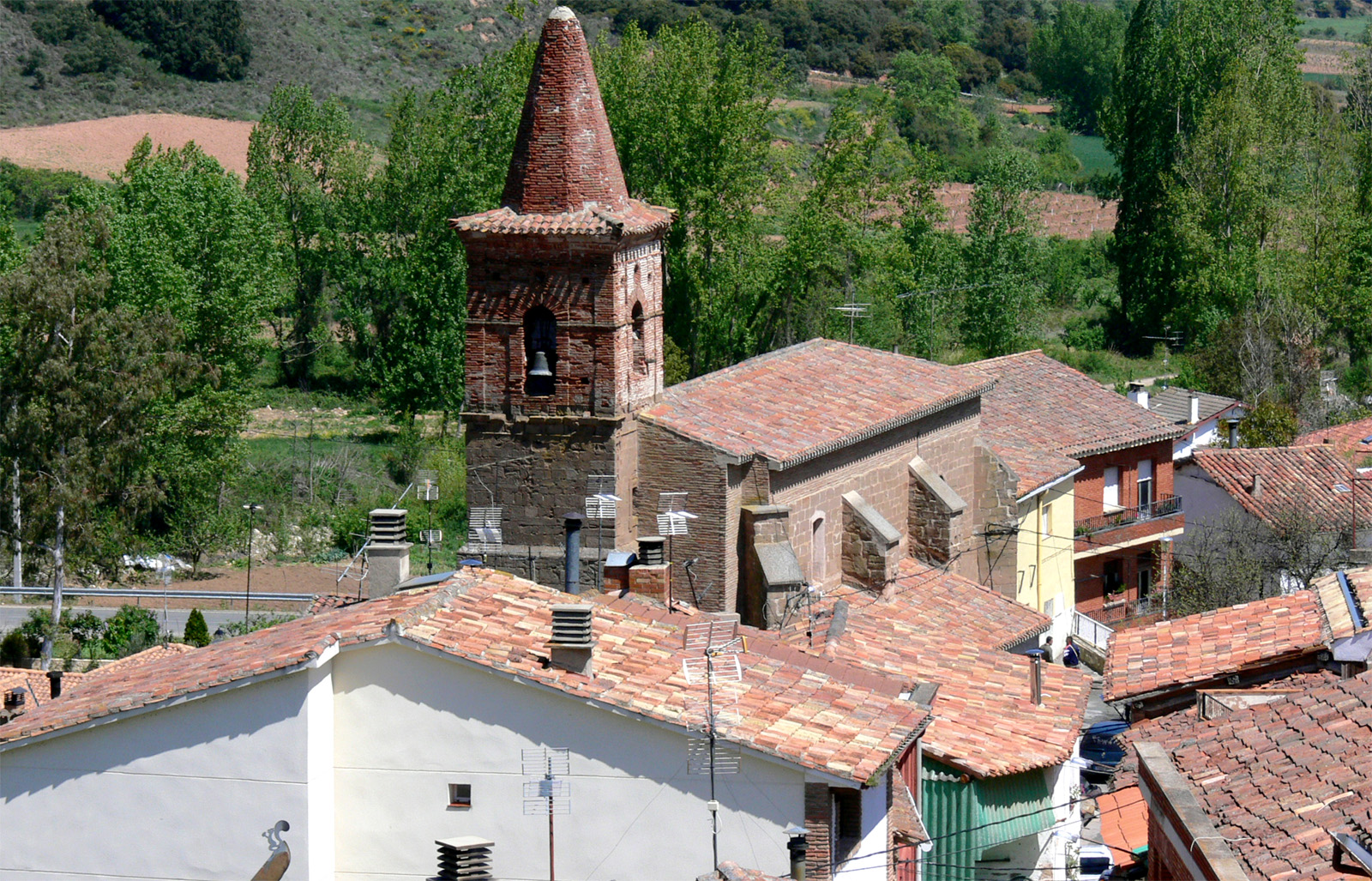
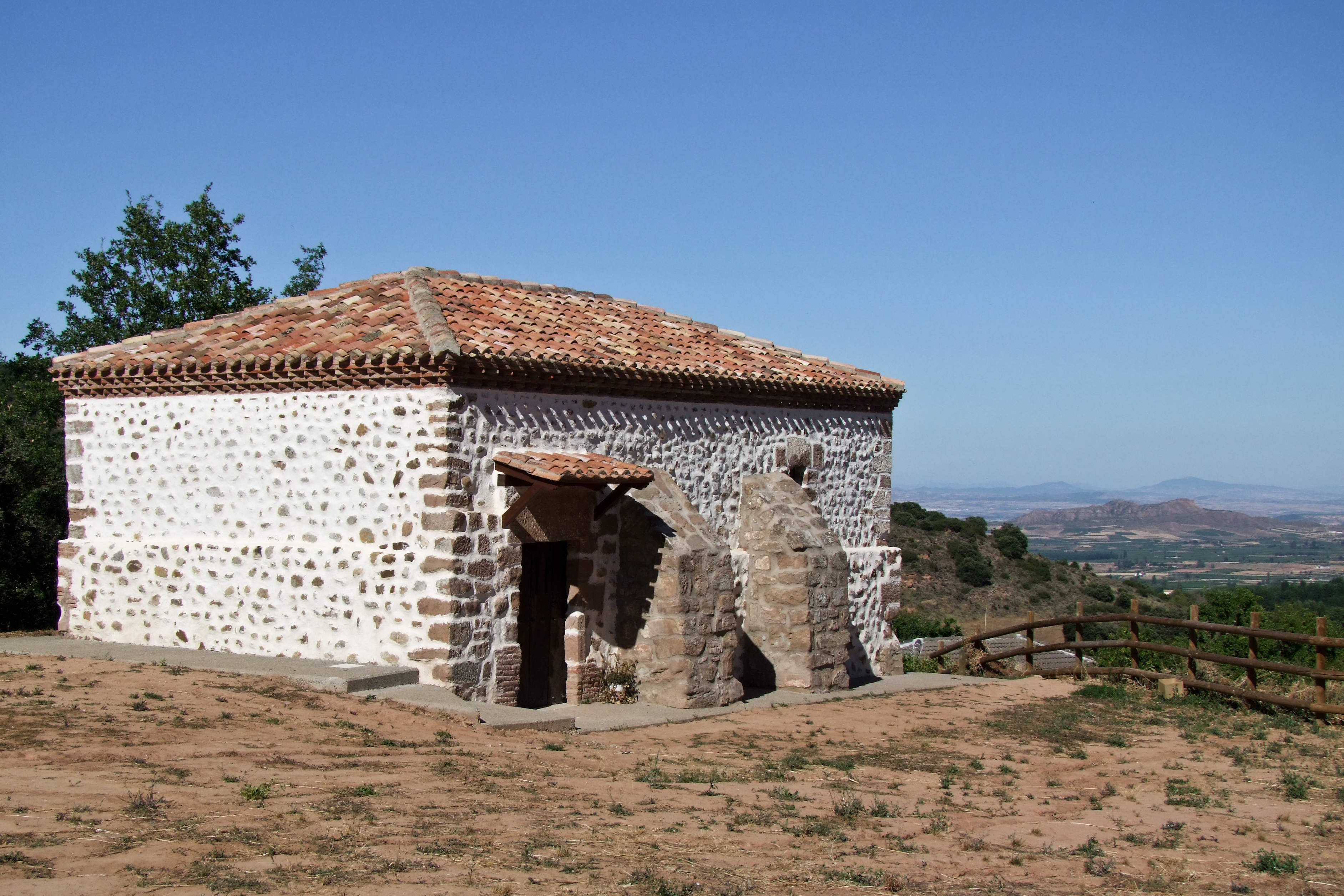
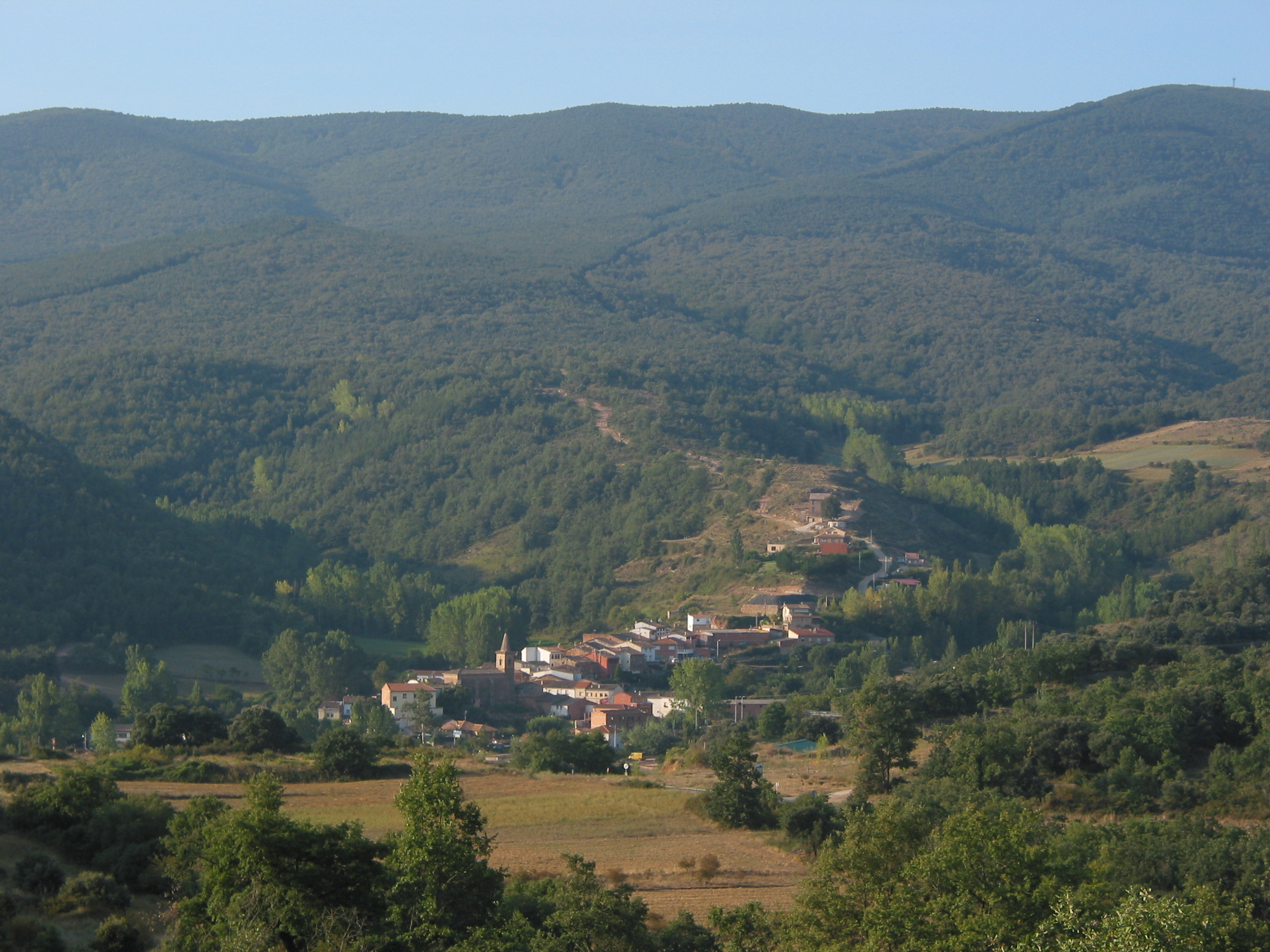

Bron: INE, 1857-2011: volkstellingen